# Ratu Naulago

a Compétitions nationales et continentales officielles uniquement.

Dernière mise à jour le 6 mars 2025.
Ratu Naulago, est né le 6 août 1991 à Nadi (Fidji). C'est un joueur de rugby à XIII et rugby à XV fidjien, évoluant au poste d'ailier. Il joue avec le club anglais des Bristol Bears en Premiership depuis 2020.

## Biographie
Ratu Naulago est né à Nadi sur l'île de Viti Levu aux Fidji, et grandit à proximité, dans le village de Sabeto. Bien qu'il soit intéressé par le sport, il n'a pas l'occasion de jouer au rugby lors de sa jeunesse, car il doit travailler avec son frère dans la ferme de manioc familiale. Il est scolarisé à l'école publique de Namaka, puis au Swami Vivekananda College, avant de rejoindre la Fiji National University où il étudie l'électronique.
Il ne termine cependant pas ses études, puisqu'il quitte son pays natal à l'âge de 18 ans pour s'engager dans l'armée britannique. Il rejoint alors le premier bataillon du Yorkshire Regiment (en), faisant partie de la 12e brigade d'infanterie mécanisée (en). Servant dans une escouade de mortiers, il est caserné à Chypre pendant deux ans, avant d'être relocalisé à Warminster dans le Wiltshire. Il également brièvement déployé en Afghanistan. Il pratique le rugby à XV et à sept, tout d'abord au sein de son régiment, puis il représente les sélections anglaises militaires dans les deux sports.
Parallèlement à sa carrière militaire, il dispute en tant que « invité », le tournoi de rugby à sept national (en) avec les clubs professionnels de Bath Rugby en 2017, et des Saracens en 2018. Lors de cette dernière édition, il remporte la compétition. 
Repéré par ses performances en rugby à sept, il est mis à l'essai par le club professionnel de rugby à XIII du Hull FC, évoluant en Super League. S'étant monté convaincant, il obtient l'accord de ses supérieurs pour s'engager pour une saison avec le club. Il fait ses débuts professionnels le 24 février 2019 contre les Wigan Warriors, marquant à cette occasion un doublé. Lors de sa première saison, il dispute vingt rencontres et inscrit treize essais, s'imposant comme une des attractions de son équipe,. Au terme de cette première saison réussie, il prolonge son engagement pour une saison supplémentaire. Il poursuit ensuite sur sa lancée lors de la saison 2020 en marquant sept essais en dix matchs.
En mai 2020, il change de code, pour rejoindre le club de rugby à XV des Bristol Bears en Premiership,. Il joue son premier match avec sa nouvelle équipe le 12 décembre 2020 contre Clermont en Coupe d'Europe,. Il inscrit sept essais en neuf matchs de championnat lors de sa première saison, et impressionne les observateurs par la qualité de ses performances,.
La saison suivante, il ne joue que quatre matchs en championnat, après avoir manqué la première partie de saison à cause d'une fracture du bras, puis la fin de saison à la suite d'une blessure au genou,. En mai 2022, il prolonge son contrat avec Bristol pour une durée non dévoilée.
En mai 2024, malgré deux autres saisons largement impactées par les blessures, il voit son contrat prolongé à la suite d'une bonne fin de saison 2023-2024.

## Palmarès

### En club
- Vainqueur du Championnat d'Angleterre de rugby à sept (en) en 2018 avec les Saracens.